# Sant’Angelo Lodigiano
Sant’Angelo Lodigiano (bis 1864 einfach Sant’Angelo) ist mit 13.408 Einwohnern (Stand 31. Dezember 2023) eine Stadt in der Provinz Lodi in der italienischen Region Lombardei.

## Geographie

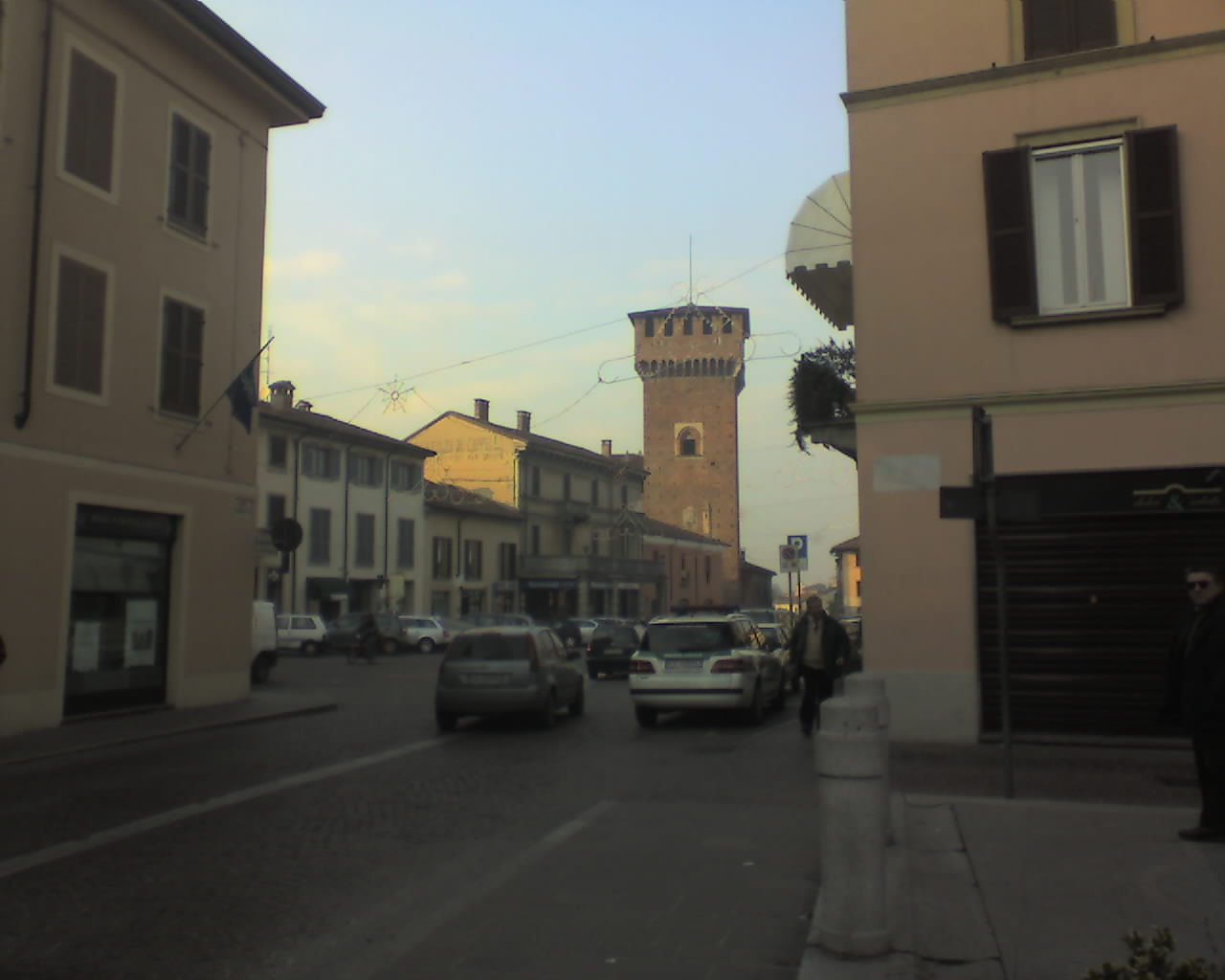
Piazza Libertà, Blick zum Castello Bolognini

Die Gemeinde liegt 35 km südöstlich von Mailand, 12 km südwestlich von Lodi und 23 km östlich von Pavia.
Sant’Angelo Lodigiano liegt in einer Schleife des Flusses Lambro im Basso Lodigiano, der fruchtbaren Ebene zwischen dem Unterlauf der Adda und dem Po.

### Ortsteile
Im Gemeindegebiet liegen neben dem Hauptort die Fraktionen Domodossola, Maiano und Ranera, sowie die Wohnplätze Cascina Belfiorito e Belfuggito und Pedrinetta.
Die Nachbarorte sind Borgo San Giovanni, Castiraga Vidardo, Graffignana, Inverno e Monteleone (PV), Marudo, Miradolo Terme (PV), Pieve Fissiraga, Villanova del Sillaro und Villanterio (PV).

### Verkehr
Der Ort liegt an der ehemaligen Staatsstraße 235 die von Pavia über Lodi nach Brescia führt.
Über sie erreicht man die nächst Autobahnauffahrt ist Lodi an der A1 Autostrada del Sole.

## Bevölkerungsentwicklung
| Jahr      | 1861  | 1881  | 1901  | 1921  | 1936  | 1951   | 1971   | 1991   | 2001   |
| --------- | ----- | ----- | ----- | ----- | ----- | ------ | ------ | ------ | ------ |
| Einwohner | 8.528 | 8.893 | 9.076 | 9.866 | 9.591 | 10.680 | 11.139 | 11.277 | 12.096 |

Quelle: ISTAT

## Politik
Domenico Crespi (Bürgerliste) wurde im Mai 2007 zum Bürgermeister gewählt.

## Sehenswürdigkeiten
- Das mächtige Castello Bolognini wurde im 13. Jahrhundert zur Sicherung des Übergangs über den Lambro erbaut.

## Söhne und Töchter der Gemeinde
- Franziska Xaviera Cabrini (1850–1917), Ordensgründerin
- Mario Beccaria (1920–2003), Politiker der Democrazia Cristiana
- Attilio Bescape (1910–1975), Gewichtheber
- Luigi Danova (* 1952), Fußballspieler
- Vittorio Gallinari (* 1958), Basketballspieler
- Alessandro Matri (* 1984), Fußballspieler
- Danilo Gallinari (* 1988), Basketballspieler